# Боково-Платівська селищна рада
Боково-Платівська се́лищна ра́да — адміністративно-територіальна одиниця та орган місцевого самоврядування у складі Антрацитівської міської ради Луганської області. Адміністративний центр — селище міського типу Боково-Платове.

## Загальні відомості
- Боково-Платівська селищна рада утворена в 1938 році.
- Територія ради: 3,1 км²
- Населення ради: 4241 особа (станом на 2001 рік)
- Територією ради протікає річка Кріпенька

## Населені пункти
Селищній раді підпорядковані населені пункти:
- смт Боково-Платове
- с-ще Лісне
- с-ще Мельникове
- с-ще Садовий
- с-ще Христофорівка

## Склад ради
Рада складається з 20 депутатів та голови.
- Голова ради: Дьяченко Микола Михайлович
- Секретар ради: Бєлікова Лариса Іванівна

### Керівний склад попередніх скликань
| ПІБ                             | Основні відомості                                                              | Дата обрання | Дата звільнення |
| ------------------------------- | ------------------------------------------------------------------------------ | ------------ | --------------- |
| Василевська Марія Володимирівна | Селищний голова, 1946 року народження, позапартійна                            | 26.03.2006   | 31.10.2010      |
| Дьяченко Микола Михайлович      | Селищний голова, 1956 року народження, освіта середня спеціальна, безпартійний | 31.10.2010   |                 |

Примітка: таблиця складена за даними джерела

### Депутати
За результатами місцевих виборів 2010 року депутатами ради стали:

#### За суб'єктами висування
| Суб'єкт висування | Кількість обраних депутатів | %   |
| ----------------- | --------------------------- | --- |
| Партія регіонів   | 20                          | 100 |

#### За округами
| № округу        | Прізвище, ім'я, по батькові   | Дата визнання обраним | Освіта             | Партійна приналежність | Відомості про обраного депутата                                      |
| --------------- | ----------------------------- | --------------------- | ------------------ | ---------------------- | -------------------------------------------------------------------- |
| Партія регіонів |                               |                       |                    |                        |                                                                      |
| 1               | Бєлікова Лариса Іванівна      | 04.11.2010            | середня спеціальна | член Партії регіонів   | Боково-Платівська селищна рада, інспектор військово-облікового столу |
| 2               | Шелехова Наталія Сергіївна    | 04.11.2010            | середня спеціальна | член Партії регіонів   | Боково-Платівська селищна рада, сторож                               |
| 3               | Гнєдова Людмила Миколаївна    | 04.11.2010            | середня спеціальна | член Партії регіонів   | пенсіонер                                                            |
| 4               | Антипова Антоніна Анатоліївна | 04.11.2010            | середня            | член Партії регіонів   | тимчасово не працює                                                  |
| 5               | Вітіщенко Ірина Олександрівна | 04.11.2010            | вища               | член Партії регіонів   | загальноосвітня школа №13, заступник директора                       |
| 6               | Цуцкова Катерина Тихонівна    | 04.11.2010            | середня спеціальна | член Партії регіонів   | ДХК "ЛУР", черговий монтер підстанції                                |
| 7               | Комарова Людмила Миколаївна   | 04.11.2010            | вища               | член Партії регіонів   | загальноосвітня школа №14, вчитель                                   |
| 8               | Дьяченко Олександр Михайлович | 04.11.2010            | середня            | член Партії регіонів   | приватний підприємець                                                |
| 9               | Лисенко Наталія Миколаївна    | 04.11.2010            | вища               | член Партії регіонів   | Централізована бухгалтерія МВО м. Антрацит, економіст                |
| 10              | Шкуренко Ірина Борисівна      | 04.11.2010            | середня            | член Партії регіонів   | тимчасово не працює                                                  |
| 11              | Данилова Любов Леонідівна     | 04.11.2010            | середня            | член Партії регіонів   | пенсіонер                                                            |
| 12              | Ісаєва Ольга Григорівна       | 04.11.2010            | вища               | член Партії регіонів   | Централізована бухгалтерія МВО м. Антрацит, бухгалтер                |
| 13              | Шовкова Валентина Андріївна   | 04.11.2010            | середня            | член Партії регіонів   | ДВАТ "Шахта Краснолуцька", охоронець                                 |
| 14              | Гриценко Віра Іванівна        | 04.11.2010            | середня спеціальна | член Партії регіонів   | пенсіонер                                                            |
| 15              | Свірідова Віра Анатоліївна    | 04.11.2010            | середня спеціальна | член Партії регіонів   | тимчасово не працює                                                  |
| 16              | Бєляєва Алла Василівна        | 04.11.2010            | середня спеціальна | член Партії регіонів   | тимчасово не працює                                                  |
| 17              | Андрухіва Тамара Максимівна   | 04.11.2010            | вища               | член Партії регіонів   | пенсіонер                                                            |
| 18              | Морозова Тетяна Михайлівна    | 04.11.2010            | середня спеціальна | член Партії регіонів   | ПРПП "ДА", експедитор                                                |
| 19              | Донєва Тетяна Вікторівна      | 04.11.2010            | середня            | член Партії регіонів   | тимчасово не працює                                                  |
| 20              | Бєлова Тетяна Олексіївна      | 04.11.2010            | середня спеціальна | член Партії регіонів   | Укрпошта, начальник відділу                                          |